# Brockton (Ontario)
Brockton est une ville de l'Ontario (Canada), située dans le comté de Bruce.
La ville actuelle est issue d'un fusionnement des municipalités de Brant, Greenock et Walkerton. Le nom Brockton est issu d'un mot-valise des trois municipalités fusionnées (Brant Greenock Walkerton).
Les communautés de la municipalité de Brockton comportent l'ancienne ville de Walkerton ainsi que les villages dans l'enceinte des villes de Brant et Greenock : Bradley, Cargill, Chepstow, Dunkeld, Eden Grove, Glammis, Greenock, Little Egypt, Malcolm, Maple Hill, Narva, Marle Lake, Lake Rosalind, Pearl Lake, Pinkerton, Portal, Riversdale et Solway.

## Histoire

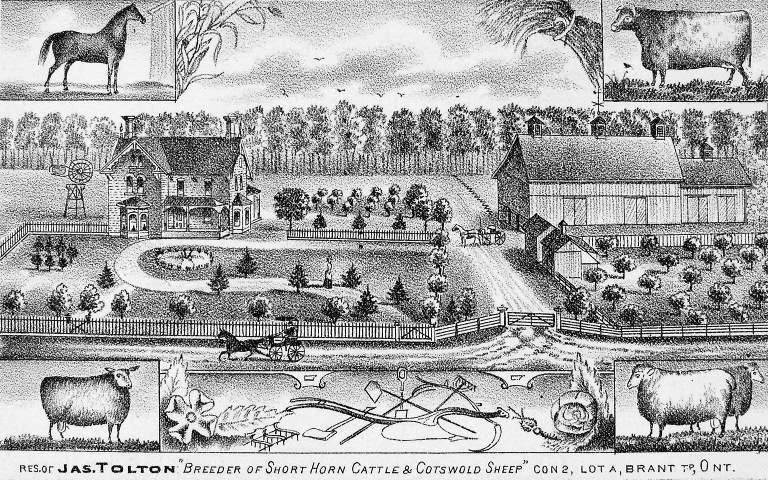
Résidence de James Tolton, en 1881.

## Géographie

### Démographie
- Population : 9 461 habitants[1]
- Variation de la population entre 2001 et 2006 (%) : -0,2
- Superficie : 565,07 km2
- Densité (par km2) : 17,1
- Logements privés occupés par des résidents habituels : 3 739 (total des logements privés : 4 064)
- Langue maternelle :
  - anglais seulement : 95,2 % ;
  - français seulement : 0,2 % ;
  - anglais et français : 0 % ;
  - autre(s) langue(s) : 4,5 %.

| 2001  | 2006  | 2011  | 2016  |
| ----- | ----- | ----- | ----- |
| 9 658 | 9 641 | 9 432 | 9 461 |

## Politique et administration

### Liste des maires
- David Thomson (1999-2003)
- Charlie Bagnato (2003-2010)
- David Inglis (2010-)